# Racing Club de Montevideo
A Racing Club de Montevideo, egy uruguayi labdarúgócsapat, a Primera Divisiónban vesz részt. Az együttest Montevideóban hozták létre 1919-ben és azóta Uruguay egyik legerősebb utánpótlás nevelő egyesülete.

## Játékoskeret
2014-es szezon
| #  |         | Poszt | Név                                      |
| -- | ------- | ----- | ---------------------------------------- |
| 1  | Uruguay | K     | Jorge Contreras                          |
| 2  | Uruguay | V     | Rodrigo Brasesco                         |
| 3  | Uruguay | V     | Manuel Fernández                         |
| 4  | Uruguay | V     | Gonzalo Aguilar                          |
| 5  | Uruguay | V     | Carlos Díaz                              |
| 6  | Uruguay | V     | Federico da Luz                          |
| 7  | Uruguay | CS    | Federico Goméz                           |
| 8  | Uruguay | CS    | Luis Gorosito                            |
| 9  | Uruguay | KP    | Cristián Tabo                            |
| 10 | Uruguay | KP    | Agustín Gutiérrez                        |
| 12 | Uruguay | K     | Leandro Gelpi (kölcsönben a Peñarol)-tól |

| #  |           | Poszt | Név                                       |
| -- | --------- | ----- | ----------------------------------------- |
| 13 | Uruguay   | V     | Pablo Lacoste                             |
| 14 | Uruguay   | CS    | Carlos Acosta                             |
| 15 | Uruguay   | KP    | Ernesto Dudok                             |
| 16 | Uruguay   | KP    | Jorge González (kölcsönben a Danubio)-tól |
| 18 | Uruguay   | KP    | Diego Zabala                              |
| 19 | Uruguay   | V     | Enzo Ruiz                                 |
| 20 | Uruguay   | V     | Marcelo Gamarra                           |
| 24 | Uruguay   | KP    | Jesús Trindade                            |
|    | Argentína | V     | Guido Dal Cason                           |
|    | Kanada    | V     | Andrés Matías Fresenga                    |